# Stenoloba simplicilinea
Stenoloba simplicilinea är en fjärilsart som beskrevs av W. Warren 1913. Stenoloba simplicilinea ingår i släktet Stenoloba och familjen nattflyn. Inga underarter finns listade i Catalogue of Life.